# Wayne Bergeron
Wayne Bergeron (* 16. Januar 1958 in Hartford (Connecticut)) ist ein US-amerikanischer Jazztrompeter, der sich in der Jazz- und Filmmusikszene von Los Angeles als Leadtrompeter etabliert hat.
In den 1980er Jahren war Bergeron Mitglied der Bigband von Maynard Ferguson und unter anderem an der Einspielung von Alben wie "Body And Soul" (1986), "Big Bop Nouveau" (1988) und "Brass Attitude" (1998) beteiligt. Er spielt derzeit bei Gordon Goodwin's Big Phat Band. Zuvor spielte er u. a. beim Gary Urwin Jazz Orchestra und beim Hollywood Bowl Orchestra. Seine Bigband-CD "You Call This A Living? (2003), auf der er mit vielen Solofeatures zu hören ist, wurde 2004 für den Grammy als bestes Album eines großen Jazzensembles nominiert. 2007 legte er das Album Playing Well With Others bei Concord Records vor. Er ist als Solotrompeter auch in der Musik zahlreicher Film- und Fernsehproduktionen zu hören und hat als Studiomusiker für zahlreiche Musiker wie Arturo Sandoval, Barry Manilow, Bette Midler, Céline Dion, Chicago, Diane Schuur, Eels, Joe Cocker, Ray Charles, Robbie Williams oder Warren Hill gespielt.